# Grevskabet Holsten-Segeberg
Grevskabet Holsten-Segeberg var 1273-1308 et grevskab i Holsten og en linje af den adelige slægt Schauenburg. Den eneste greve af Holsten-Segeberg var Adolf V. (Pommeraneren, født 1252, død 1308).

## Historie
Efter faderen Johan I.s død i 1263 regerede hans sønner Adolf V., Johan II. Og Albrecht I. (født ca. 1255, død 1300) først sammen Grevskabet Holsten-Kiel. I 1273 delte de arven, idet Johann II fortsat regerede fra Kiel. Albrecht fik godtgørelse og blev provst i Hamborg. Adolf V. fik Siegesburg og området omkring Segeberg. Da han døde i 1308 uden en mandlig arving, faldt Holsten-Segeberg tilbage til Holsten-Kiel. Adolf (død 1281), den yngste søn af grev John II., forvaltede Holsten-Segeberg og blev myrdet i 1315 på Siegesburg.
Grev Albrecht II (født 1369, død 1403) af Holsten-Rendsburg, anden søn af grev Henrik II (død 1385), fik ved delingsaftalen af 9. september 1394 slottet og fogederiet Segeberg som sit eget område, ved delingskontrakten af 28. august 1397 fik han overdraget Kiel.